# Филмографија Мерилин Монро
Мерилин Монро (1. јун 1926 — 4. август 1962) је била америчка глумица која се појавила у 29 филмова између 1946. и 1961. године. Након кратке каријере у манекенству, потписала је краткорочне филмске уговоре, прво са филмским студиом Твентит сенчури Фокс, а затим са Колумбија пикчерсом. У првим годинама појавила се у мањим улогама. Године 1950. имала је мање појављивања у два хваљена филма, Џунгла на асфалту и Све о Еви. Улоге у овим филмовима биле су у супротности са многобројним улогама које су јој касније додељене и у којима је преовладавао стереотип глупе плавуше. Ауторка и биограф за Америчку националну биографију, Моргот А. Хенриксен, написала је да је овај „неправедан стереотип пратио и мучио Мерлин Монро током читаве њене каријере”.
Велики напредак у каријери догодио се 1953. године, када је глумила у остварењима Нијагара, Мушкарци више воле плавуше и Како се удати за милионера. Сара Чурчвел, Монроин биограф, примећује да ће „несвесно, а не свесно, сексуалност постати заштитни знак Мерилин после 1953. године“, и да је она, после ових филмова, постала једна од најпопуларнијих и најпрепознатљивијих људи у Америци. Године 1955. Монро се појавила у комедији Седам година верности коју је режирао Били Вајлдер, у улози девојке којој постаје предмет сексуалних фантазија свог удатог комшије. У њему, Монро стоји на решетки подземне железнице док ваздух подиже њену белу хаљину. Ова сцена постала је најпознатији филмски сегмент у њеној каријери.
Након појављивања у филму Аутобуска станица (1956), Монрое је основала сопствену продуцентску кућу, Мерилин Монро продакшн 1955. године. Компанија је самостално продуцирала само филм Принц и играчица (1957). Монро се затим појавила у филмовима Неки то воле вруће (1959) и Неприлагођени (1961). Она је суспендована са снимања филма Something's Got to Give у јуну 1962, а филм је остао недовршен када је умрла у августу. Иако је била у филмском врху само једну деценију, њени филмови су зарадили 200 милиона долара до њене неочекиване смрти 1962. године.

## Филмографија
Монро је у својој каријери снимила 29 филмова. Године 1962. снимала је свој тридесети филм, Something's Got to Give, када је добила отказ у студију. Умрла је пре завршетка филма и снимање филма није настављено.
| Год.  | Назив                            | Улога                     | Напомена                                                    | Реф.   |
| ----- | -------------------------------- | ------------------------- | ----------------------------------------------------------- | ------ |
| 1947. | Опасне године                    | Иви                       |                                                             | [ 11 ] |
| 1948. | Scudda Hoo! Scudda Hay!          | Бети                      | непотписана                                                 | [ 12 ] |
| 1948. | Даме из хора                     | Пеги Мартин               |                                                             | [ 13 ] |
| 1949. | Љубавна срећа                    | клијент                   |                                                             | [ 14 ] |
| 1950. | Карта за Томахавк                | Клара                     | непотписана                                                 | [ 15 ] |
| 1950. | Џунгла на асфалту                | Angela Phinlay            |                                                             | [ 16 ] |
| 1950. | Све о Еви                        | госпођица Клаудија Казвел |                                                             | [ 17 ] |
| 1950. | Ватрена лопта                    | Поли                      | Изазов - други назив филма                                  | [ 18 ] |
| 1950. | Десни кроше                      | Даски                     | непотписана                                                 | [ 19 ] |
| 1951. | Прича из предграђа               | Ајрис Мартин              |                                                             | [ 20 ] |
| 1951. | As Young as You Feel             | Херијет                   |                                                             | [ 21 ] |
| 1951. | Љубавно гнездо                   | Роберта Стивенс           |                                                             | [ 22 ] |
| 1951. | Let's Make It Legal              | Џојс Манеринг             |                                                             | [ 23 ] |
| 1952. | Сукоб у ноћи                     | Пеги                      |                                                             | [ 24 ] |
| 1952. | Нисмо венчани!                   | Анабел Норис              |                                                             | [ 25 ] |
| 1952. | Не мораш да куцаш                | Нел Форбс                 |                                                             | [ 26 ] |
| 1952. | Мајмунска посла                  | Лоис Лорел                |                                                             | [ 27 ] |
| 1952. | O. Henry's Full House            | пролазница                | камео улога; појављује се у сегменту The Cop and the Anthem | [ 28 ] |
| 1953. | Нијагара                         | Роуз Лумис                |                                                             | [ 29 ] |
| 1953. | Мушкарци више воле плавуше       | Лорелај Ли                |                                                             | [ 30 ] |
| 1953. | Како се удати за милионера       | Локо Демпси               |                                                             | [ 31 ] |
| 1954. | Река без повратка                | Кеј Вестон                |                                                             | [ 32 ] |
| 1954. | Нема посла као што је шоу бизнис | Викторија Хофман          |                                                             | [ 33 ] |
| 1955. | Седам година верности            | девојка                   | садржи чувену сцену са белом хаљином                        | [ 34 ] |
| 1956. | Аутобуска станица                | Шери                      | Погрешан тип девојке - други назив филма                    | [ 35 ] |
| 1957. | Принц и играчица                 | Елси Марина               | Продуциран од стране Мерлин Монро продакшн                  | [ 36 ] |
| 1959. | Неки то воле вруће               | Шугар Кејн Ковалчик       |                                                             | [ 37 ] |
| 1960. | Хајде да се волимо               | Аманда Дел                |                                                             | [ 38 ] |
| 1961. | Неприлагођени                    | Рослин Табер              | последњи филм                                               | [ 39 ] |

## Телевизија
| Год.  | Наслов                              | Улога | Напомена                        | Реф.   |
| ----- | ----------------------------------- | ----- | ------------------------------- | ------ |
| 1953. | The Jack Benny Program              | себе  |                                 | [ 40 ] |
| 1954. | The Bob Hope Show                   | себе  |                                 | [ 41 ] |
| 1955. | Person to Person                    | себе  | интервју са Едвардом Р. Мароуом | [ 42 ] |
| 1962. | President Kennedy's Birthday Salute | себе  | Happy Birthday, Mr. President   | [ 43 ] |